# Pachynematus extensicornis
Pachynematus extensicornis är en bladstekel som beskrevs 1861 av Norton. Arten ingår i släktet Pachynematus och familjen bladsteklar. Arten är reproducerande i Sverige. Inga underarter finns listade i Catalogue of Life.